# Karen Carney
Pour les articles homonymes, voir Carney.
Karen Carney (née le 1er août 1987 à Birmingham) est une joueuse de football anglaise. Elle a joué à Chelsea et Arsenal. Karen joue au poste au poste d'attaquant et est l'une des plus jeunes joueuses à avoir intégré l'équipe nationale d'Angleterre.

## Carrière en club
Karen rejoint Birmingham City à l'âge de 11 ans et joue à différents niveaux aux côtés d'Eniola Aluko, Hazzana Parnell et Laura Bassett. À l'âge de 14 ans, elle fait ses débuts dans l'équipe première de Birmingham contre Fulham.
Elle rejoint Arsenal le 13 juillet 2006. Elle fait partie de l'équipe qui a remporté le quadruplé la saison 2006/2007 : championnat, coupe d'Angleterre, coupe de la Ligue et coupe de l'UEFA.
En 2009, elle rejoint les Chicago Red Stars, la Women's Professional Soccer dans le championnat de première division de soccer féminin aux États-Unis. Elle y retrouve son ancien entraîneur, l'anglaise Emma Hayes. Elle y joue deux saisons. Par la suite, elle retourne jouer en Angleterre.
Le 22 décembre 2015, elle rejoint Chelsea.

## Carrière internationale
Karen fait ses débuts en équipe nationale senior en 2005, elle participe à la victoire 4-1 de l'Angleterre sur l'Italie en quittant le banc pour marquer le quatrième but. Elle devient alors la plus jeune joueuse sélectionnée sous l'ère d'Hope Powell, l'entraîneur de l'Angleterre.
La même année, elle devient un élément-clé de l'équipe lors du Championnat d'Europe à domicile. Elle marque le but de la victoire dans les dernières minutes du match contre la Finlande.
Karen a été élue « jeune joueuse internationale de l'année » les deux dernières saisons par la Fédération d'Angleterre de football.
En août 2007, Hope Powell, sélectionneur de l'équipe féminine, ajoute son nom à la liste des 21 joueuses sélectionnées pour la Coupe du monde de football féminin 2007.
En septembre 2009, Carney participe au Championnat d'Europe de football féminin 2009 avec l'Angleterre. Son équipe échoue en finale contre l'Allemagne mais elle marque deux buts et finit meilleur passeur de la compétition avec quatre passes décisives.
Elle est sélectionnée parmi l'effectif britannique des Jeux olympiques 2012.

## Palmarès
Chelsea Ladies
- Championne de Championnat d'Angleterre de football féminin en 2017
- Finaliste de la Coupe d'Angleterre en 2016

### Récompenses individuelles
- Membre de l'équipe type de WSL en 2014-15 et 2016..